# Xavier Albó
Xavier Albó (La Garriga, 4 novembre 1934 – Cochabamba, 20 gennaio 2023) è stato un gesuita, antropologo e funzionario spagnolo naturalizzato boliviano.

## Biografia
Entrato nella Compagnia di Gesù nel 1951, Albó si trasferì in Bolivia l'anno successivo, assumendo quindi la cittadinanza di quel paese. Nel 1958 si laureò in filosofia a Quito alla Pontificia Universidad Católica del Ecuador, poi conseguì la licenza in teologia nel 1964 all'Istituto Gesuita Borja a Sant Cugat del Vallès e nel 1965 alla Loyola University Chicago: prese poi altre due lauree, in antropologia e in linguistica, all'Università Cornell di New York. Nel 1974 insieme ad altri due gesuiti fondò un'organizzazione a favore dei contadini indigeni, il Centro de Investigación y Promoción del Campesinado (CIPCA), di cui avrebbe poi assunto la direzione fino al 1976. Specializzatosi nella lingua e nella cultura dei popoli delle Ande, dal 1978 al 1994 prese parte in qualità di esperto a diversi programmi promossi dal governo boliviano per lo sviluppo delle comunità indigene rurali. Dal 1989 al 1992 fu membro della commissione dell'’UNESCO per la redazione di una nuova storia dell'America Latina e dal 1988 al 2003 collaborò con l'UNICEF per studi sulle culture autoctone della Bolivia. Nel 1994 fu chiamato a collaborare con il Programma delle Nazioni Unite per lo Sviluppo. Dal 1996 al 2002 collaborò con la Banca Mondiale per la valutazione della riforma educativa in Bolivia. Albó fu professore invitato in diverse università boliviane pubbliche e private, dove tenne brevi corsi su temi antropologici e rurali. Fu autore di numerosi libri ed articoli sulle popolazioni indigene e rurali dell'America Latina.

## Opere principali
- El futuro de los idiomas oprimidos (1974)
- Achacachi: medio siglo de lucha campesina (1979)
- Khitipxtansa ¿quiénes somos? Identidad localista, étnica y clasista en los aymaras de hoy (1979)
- Lengua y sociedad en Bolivia 1976 (1980)
- La cara india y campesina de nuestra historia, amb J.M. Barnadas (1984)
- Raíces de América: El mundo aymara, com a compilador (1988)
- Comunidades andinas desde dentro (1994)
- La integración surandina: cinco siglos después (1996)
- Un curioso incorregible (2017)

## Onorificenze
- Ordine nazionale del Condor delle Ande - 2016